# Cándido López
Cándido López (Buenos Aires, 1840 — Baradero, 1902) est un artiste peintre, soldat et artiste de guerre argentin.
Travaillant dans un style naïf, il est connu pour ses peintures et dessins historiques détaillés de la Guerre de la Triple-Alliance. Il est surnommé « el manco de Curupaytí » (« le manchot de Curupaytí ») après avoir été amputé de l'avant-bras droit à la suite de la bataille du même nom ; il a ainsi peint la grande majorité de ses œuvres de la main gauche. Il signe par ailleurs certaines de ses natures mortes « Zepol ».

## Biographie

### Jeunesse et formation comme peintre
Cándido López naît à Buenos Aires le 29 août 1840,.
Il commence sa formation artistique avec Carlos Descalzi (1813-1879), un portraitiste et photographe local. Ce premier processus nécessite une planification précise de la composition de l'image, alors il commence à faire des croquis préparatoires. Cela l'amène rapidement à se lancer dans la peinture.

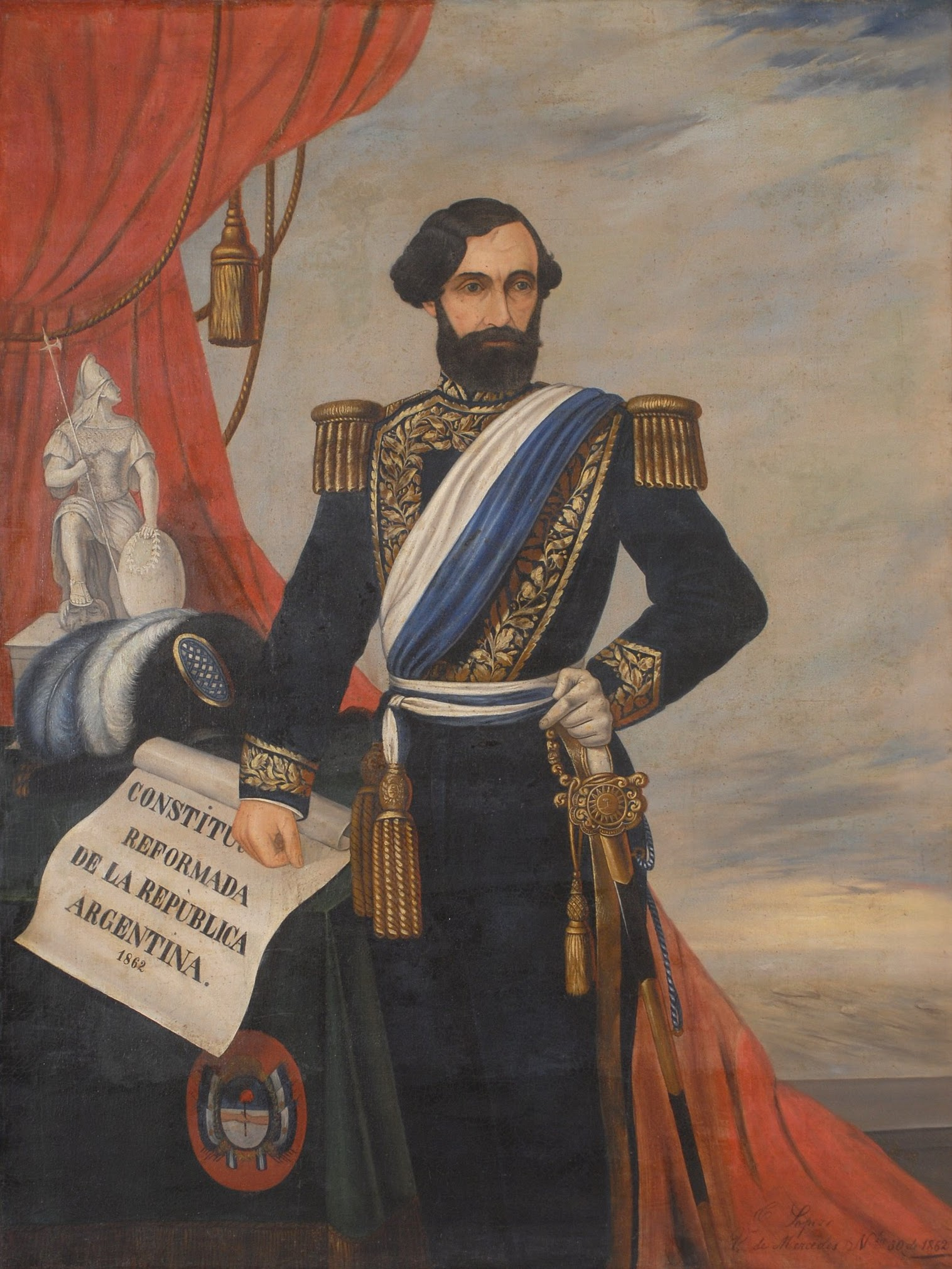
Portrait du président Mitre (1862, musée Mitre).

En 1859, il s'installe dans la banlieue de Mercedes (Buenos Aires). Deux ans plus tard, il est chargé de réaliser un portrait du président nouvellement élu Bartolomé Mitre. Plus tard, il déménage plus loin dans le pays, à San Nicolás de los Arroyos. Il réalise à cette époque des sujets religieux et un autoportrait.
Entre 1861 y 1862 López fonde avec Juan Soulá une société pour réaliser des portraits au daguerréotype dans les petites villes et villages de la province de Buenos Aires et du sud de la province de Santa Fe, mais elle ne dure qu'un an, López retournant à Buenos Aires l'année suivante et alors qu'il n'obtient pas la bourse pour partir étudier en Europe. Il reste dans la capitale jusqu'en 1865, entre en contact avec le peintre italien Ignacio Manzoni, qui lui conseille de travailler sur son utilisation de la couleur et de la perspective et lui présente Baldassare Verazzi, un autre peintre italien vivant en Argentine, avec qui il prend des cours et exerce comme portraitiste jusqu'à ce que la Guerre de la Triple-Alliance, qui oppose une alliance Uruguay-Brésil-Argentine au Paraguay de 1864 à 1870, éclate.

### Guerre de la Triple-Alliance
Cándido López s'enrôle avec l'intention de documenter la guerre au Paraguay et reçoit le grade de sous-lieutenant parce qu'il sait lire et écrire (mais pas lieutenant parce qu'il ne savait pas utiliser une arme). Il est affecté au bataillon de l'infanterie de San Nicolás,. Pendant son temps libre entre les batailles, il peint des paysages et des scènes des camps militaires, qu'il envoie à Buenos Aires. Ils s'avèrent très populaires, les gens étant intéressés par ce qu'il se passe sur le front. Dans une lettre au président Bartolomé Mitre datée de juin 1887, López explique qu'« en me présentant comme soldat volontaire en défense de ma patrie dans une guerre nationale, je me mets aussi à disposition comme historien avec le pinceau ».

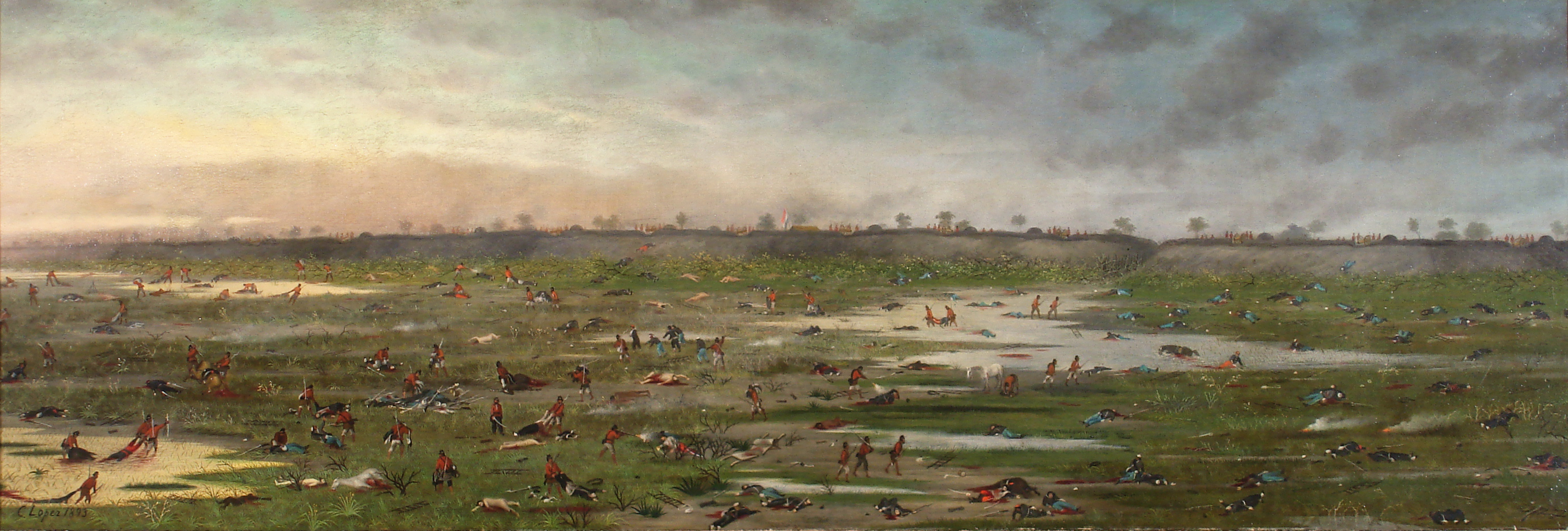
Después de la Batalla de Curupaytí (« Après la bataille de Curupaytí »), 1893, musée national des Beaux-Arts (Argentine).

Il participe aux batailles d'Estero Bellaco (en) et de Boquerón (en), et en septembre 1866, lors de la bataille de Curupaytí (en), son poignet droit est brisé par une explosion de grenade et son bras doit être amputé au-dessus du coude pour empêcher la propagation de la gangrène. Il est retiré comme invalide et, après une convalescence à Corrientes, il retourne à San Nicolás.
Une fois sur place, il s'exerce à pratiquer la peinture de la main gauche, mais ce n'est qu'en 1869 qu'il se considère suffisamment habile pour poursuivre sa carrière. Il se consacre alors entièrement à la peinture de bataille et de campements militaires. Celui qu'on surnomme alors « el manco de Curupaytí » (« le manchot de Curupaytí ») produira 52 tableaux avec sa main gauche,.

### Après la guerre et fin de vie
Cándido López se marie en 1872 avec Emilia Magallanes avec qui il a douze enfants, et s'installe en 1879 dans la propriété de la famille de son épouse, à Carmen de Areco.
Il y peint 29 tableaux basés sur ses croquis et notes prises pendant la guerre ; ils sont exposés en 1885 aux Salones del Club Gimnasia y Esgrima avec le soutien du Centro Industrial Argentino, après avoir été validés par une commission ayant jugé qu'« en plus de leurs bonnes conditions artistiques, ils ont un mérite historique élevé et incontestable,. » Après avoir accompagné chacun de ses tableaux d'une description historique, Cándido López a un échange épistolaire avec Bartolomé Mitre pour que celui-ci aide l'artiste à « démontrer la véracité historique » des œuvres ; Mitre confirme publiquement que « ses tableaux sont de véritables documents historiques de par leur fidélité graphique ». C'est ainsi que l'État acquiert en 1887 les œuvres de cette exposition qui ont été soumises au ministère de la Guerre pour être présentées au Salón Científico.
Entre 1888 et 1895, Cándido López est installé et travaille à Merlo, où il peint abondamment sur la guerre au Paraguay, toujours d'après ses propres notes et croquis, mais aussi des natures mortes, qu'il signe « Zepol ».

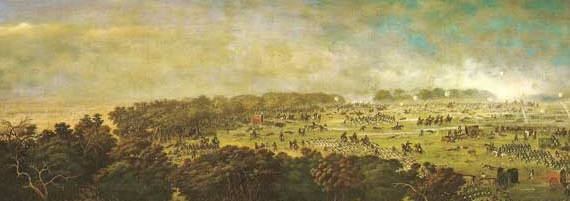
Ataque del Boquerón-Batalla del Sauce (détail, « Attaque du Boquerón pendant la bataille du Sauce »), 1897, musée historique national d'Argentine.

En 1895, il installe un atelier au Cuartel de Inválidos (Quartier des Invalides) à Buenos Aires. Son tableau Ataque del Boquerón-Batalla del Sauce est sélectionnée pour être exposée au pavillon argentin (es) de l'Exposition universelle de Paris de 1889, avant d'être acquise par le musée historique national d'Argentine.
Cándido López passe ses dernières années dans une ferme qu'il loue à Baradero. Il y meurt le 31 décembre 1902 et est enterré avec distinction dans la parcelle du Panteón Guerreros del Paraguay (« Panthéon des guerriers du Paraguay ») au cimetière de Recoleta.

## Œuvre
Le responsable du Département d'investigation du musée historique national, Miguel Ruffo, explique, à l'occasion d'une rétrospective dans ce musée : « On peut voir certaines constantes dans son œuvre, par exemple les cieux, la forêt, les arbres, l'eau. Les ciels couverts révèlent une espèce de dissimulation de la lumière pour ce qui est en train de se passer, une guerre qui accouple la blessure et la mort. »
Dans son ouvrage Imágenes en guerra: La Guerra de la Triple Alianza y las tradiciones visuales en el Río de la Plata (« Images pendant la guerre : La Guerre de la Triple-Alliance et les traditions visuelles à Río de la Plata »), l'historien Roberto Amigo note que la plupart des tableaux sont accompagnés de textes explicatifs des événements représentés : « Ces textes présentent aussi une curiosité : décrire ce qui ne se voit pas. Ainsi, le peintre informait que tel bataillon n'apparaît pas dans le tableau pour des raisons spatiales, mais fournit la localisation exacte, offrant la possibilité de reconstruire toute la scène ». Le peintre n'a semble-t-il jamais recherché la reconnaissance pour ses qualités artistiques, mais documentaires : dans une autre de ses lettres au président Mitre, il explique, à propos de l'un de ses tableaux : « ce ne sera bien sûr pas un chef-d'œuvre de la peinture, mais c'est la vérité des faits et des détails, sauvés du temps au service de l'histoire et de ma patrie ». Viviana Mallol, coordinatrice du musée historique national et commissaire d'exposition pour l'exposition citée, confirme qu'au-delà de la valeur esthétique, ces tableaux sont une source documentaire aussi bien pour le processus historique qu'environnemental de toute la région,.
En 2005, José Luis García réalise le documentaire Cándido López : los campos de batalla. Le film est présenté au Festival international du cinéma indépendant de Buenos Aires la même année et est l'un des films remportant le plus grand succès, avec le prix du public pour le meilleur film argentin en compétition. Fasciné par cet artiste qui a appris à peindre avec sa main gauche et les copies des œuvres de López en main, le réalisateur parcourt les lieux de bataille pour explorer les causes et les conséquences à long terme de ce conflit sanglant mais oublié. García essaie aussi d'étudier l'influence du López photographe sur le López peintre, ses « perspectives impossibles » et les raisons pour lesquelles il ne représente jamais de vainqueurs ou de héros.

### Œuvres principales
Ses œuvres principales ont été produites entre 1888 et 1901.
Les dix œuvres exposées lors d'une rétrospective au musée national des Beaux-Arts (Argentine) en 2018 sont les suivantes :
- Desembarco del Ejército Argentino frente a las trincheras de Curuzú, 1891
- Después de la Batalla de Curupaytí, 1893
- Trinchera de Curupaytí, de Cándido López, 1893
- Asalto de la 4° columna, 1893
- Soldados paraguayos heridos, prisioneros de la batalla de Yatay, 1892
- Trinchera de Curupaytí, 1899
- Asalto de la 2da columna brasileña a Curupaytí, 1894
- Asalto de la 1ra columna brasileña a Curupaytí (al mando de Cnel. Augusto Fco. Caldas), 1897
- Invernada del Ejército Oriental, 5 de abril de 1866 (ca. 1887-1902)
- Batalla de Yataytí Corá, 2 de julio de 1866 (ca. 1887-1902)

Plusieurs institutions conservent ses œuvres : le musée historique national, le musée national des Beaux-Arts et le musée de la Maison de l'Accord de San Nicolás.

### Galerie

Œuvres de Cándido López
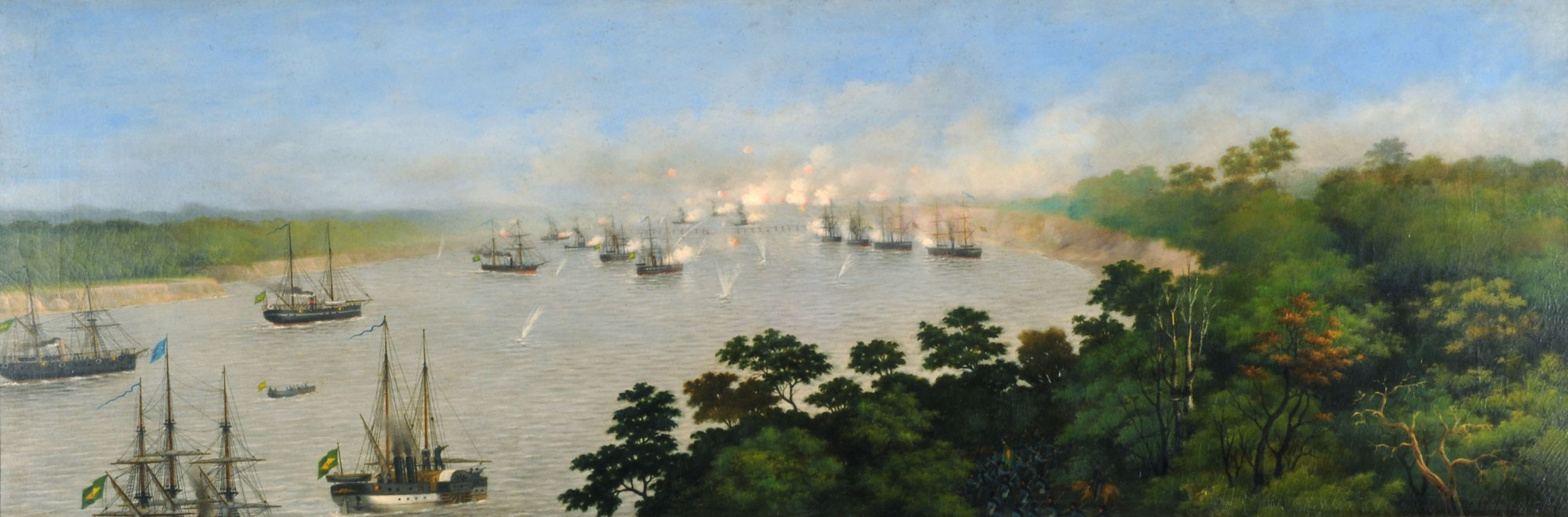
Attaque de la flotte brésilienne aux batteries de Curupaytí le 22 septembre 1866 (n. c.).
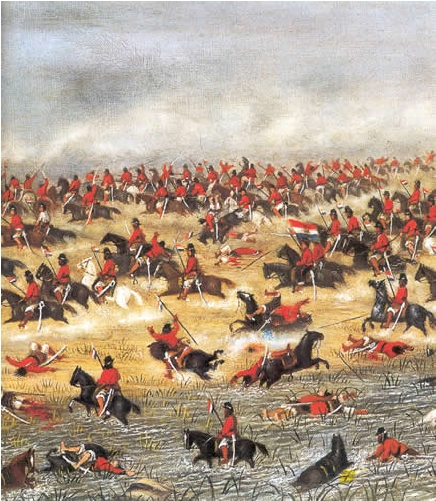
Bataille de Tuyuti (détail, 1866).
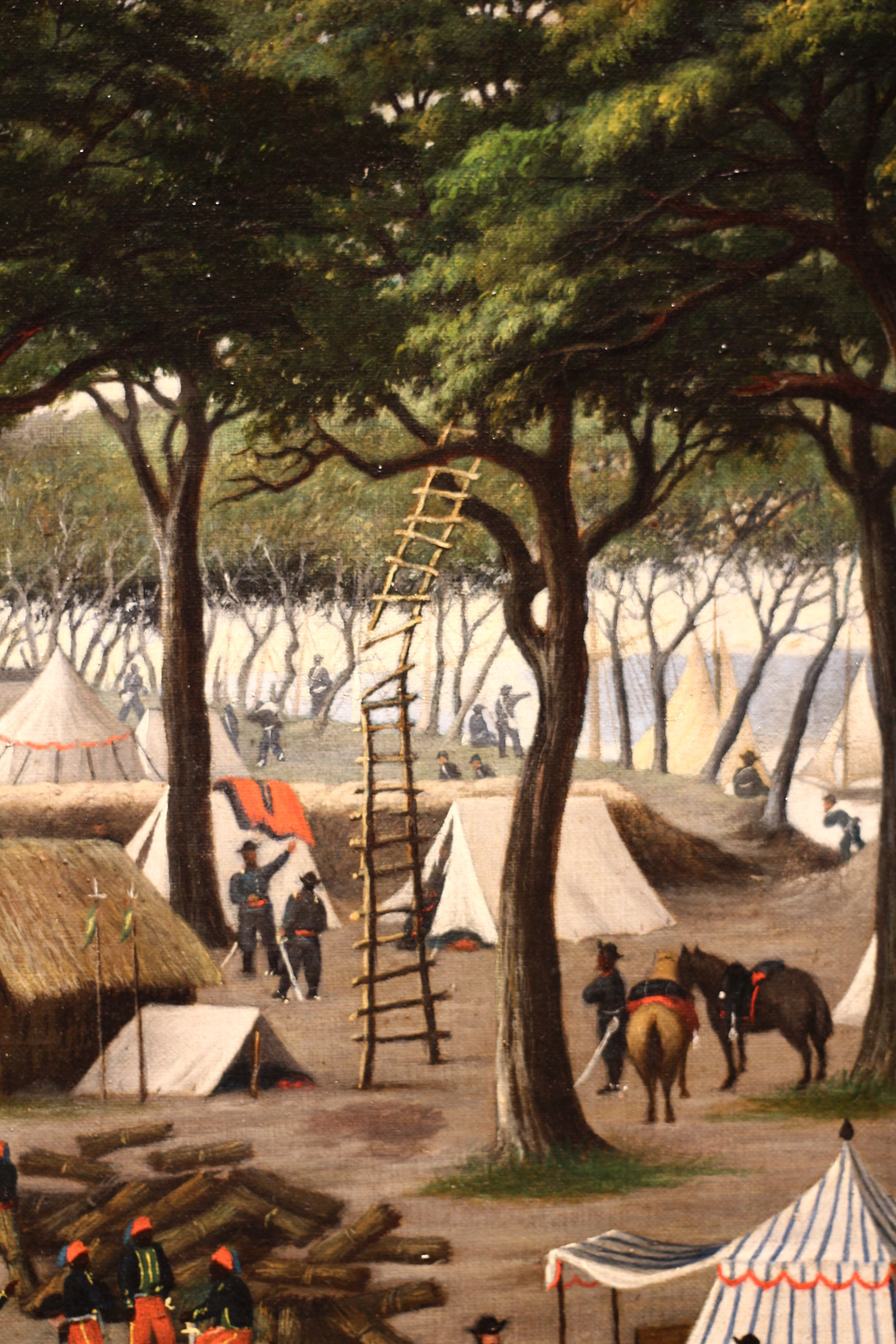
Camp militaire près de la bataille de Curuzú (détail, 1891, musée national des Beaux-Arts (Argentine)).
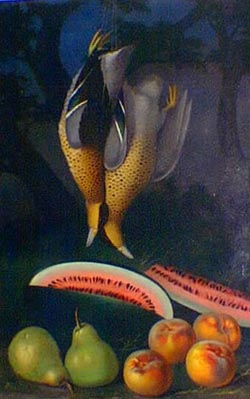
Nature morte (1899, musée national des Beaux-Arts (Argentine)).